# Джаффрі (Нью-Гемпшир)
Джаффрі (англ. Jaffrey) — місто (англ. town) в США, в окрузі Чешир штату Нью-Гемпшир. Населення — 5320 осіб (2020).

## Демографія
Згідно з переписом 2010 року, у місті мешкало 5457 осіб у 2234 домогосподарствах у складі 1451 родини. Було 2547 помешкань
Расовий склад населення:
| - 96,2 % — білих - 1,2 % — азіатів - 0,4 % — чорних або афроамериканців - 0,2 % — корінних американців |

До двох чи більше рас належало 1,7 %. Частка іспаномовних становила 1,6 % від усіх жителів.
За віковим діапазоном населення розподілялося таким чином: 24,0 % — особи молодші 18 років, 60,7 % — особи у віці 18—64 років, 15,3 % — особи у віці 65 років та старші. Медіана віку мешканця становила 41,5 року. На 100 осіб жіночої статі у місті припадало 93,5 чоловіків;  на 100 жінок у віці від 18 років та старших — 91,4 чоловіків також старших 18 років.
Середній дохід на одне домашнє господарство  становив 71 641 долар США (медіана — 59 698), а середній дохід на одну сім'ю — 80 262 долари (медіана — 79 641). Медіана доходів становила 47 902 долари для чоловіків та 36 250 доларів для жінок. За межею бідності перебувало 14,0 % осіб, у тому числі 27,9 % дітей у віці до 18 років та 11,6 % осіб у віці 65 років та старших.
Цивільне працевлаштоване населення становило 2829 осіб. Основні галузі зайнятості: освіта, охорона здоров'я та соціальна допомога — 21,4 %, виробництво — 17,1 %, мистецтво, розваги та відпочинок — 14,1 %, роздрібна торгівля — 12,8 %.